# Des fleurs en hiver

Des fleurs en hiver (What If God Were the Sun?) est un téléfilm dramatique américain réalisé par Stephen Tolkin et diffusé le 14 mai 2007 sur la chaîne Lifetime.

## Synopsis
Jamie, infirmière sur le point de se marier, est inconsolable depuis la mort de son père. Ils s'étaient disputés auparavant au sujet de la vie après la mort. Alors que son chagrin affecte son travail et sa relation avec son fiancé, elle rencontre une femme atteinte d'un cancer, Melissa. La radieuse vision de la vie de Melissa aidera Jamie à surmonter son deuil.

## Fiche technique
- Réalisation : Stephen Tolkin
- Scénario : Janet Dulin Jones (en) et Jamie Pachino, d'après le roman de John Edward.
- Société de production : JECO Productions
- Origine : États-Unis. 2007.
- Durée : 85 minutes

## Distribution
- Lacey Chabert : Jamie Spagnoletti
- Sam Trammell : Jeff
- Sarah Rafferty : Rachel
- Klea Scott (en) : Carmen
- Amanda Brugel : Lupe
- Diana Reis : Katherine
- Kim Roberts : Maricela
- Maria Ricossa : Alma
- Gena Rowlands : Melissa Eisenbloom
- Illya Torres-Garner : Raul
- Ernesto Griffith : Captain Herbert
- Yogesh Chotalia : Dr Browning
- David Stuart Evans : Michael
- Robert Marshall : Orlando
- Jan Skene : Dr Greenberg

## Réception critique
La revue Variety a publié une critique plutôt négative du téléfilm. La critique de The Hollywood Reporter note que la distribution surpasse un scénario maladroit.

## Distinctions
Gena Rowlands a été nommée pour l'Emmy Award de la meilleure actrice dans un téléfilm ou une minisérie, et pour le Screen Actors Guild Awards de la meilleure actrice dans un premier rôle dans un téléfilm ou une minisérie en 2007.